# Axiniet
Axiniet is een mineraal, een bruin tot violet-bruin, of roodachtig-bruin gelammeleerd sorosilicaat bestaande uit calcium, aluminium en boor, en is genoemd naar het Griekse woord 'Axe' (bijl), vanwege de vorm van het kristal.
Het mineraal werd al in 1797 genoemd door René Just Haüy, maar zelden als edelsteen vermeld.

## Ontstaan
In alpiene skarnen en aders en in metamorfieten.

## Voorkomen
In edelsteenkwaliteit komt axiniet voor in Brazilië en in de Verenigde Staten in Californië en New Jersey. In Nevada en in Tanzania hebben axinieten een alexandriet-effect. Grotere kristallen vindt men in Mexico, violette stenen komen uit Australië, Rusland, Tadzjikistan, Frankrijk, Zwitserland, Noorwegen en Finland.

## Bewerking
Facetslijpsel, cabochons.

## Vergelijkbare mineralen
Titaniet, rookkwarts.

## Determinatie
Hardheid, soortelijk gewicht, optisch.

## Aanbeveling
Men kan axinieten alleen met zeepwater reinigen, de stenen zijn gevoelig voor warmte.